# اتحادیه تنیس روی میز آسیا
اتحادیه تنیس روی میز آسیا (ATTU) (انگلیسی: Asian Table Tennis Union) یک نهاد حاکم بر تنیس روی میز آسیا است که در ۷ مه ۱۹۷۲ تأسیس شد و در سال ۱۹۷۵ توسط فدراسیون جهانی تنیس روی میز (ITTF) به رسمیت شناخته شد. ATTU توسط ۱۶ انجمن عضو تأسیس شد و در حال حاضر ۴۴ انجمن عضو به آن وابسته هستند.

## تاریخچه پیدایش
پس از جنگ داخلی چین، درگیری بین چین و تایوان به حوزه‌های دیپلماتیک، از جمله سازمان‌های ورزشی گسترش یافت. در دهه ۱۹۶۰، تایوان عضو فدراسیون جهانی تنیس روی میز (ITTF) نبود، اما به فدراسیون تنیس روی میز آسیا (TTFA) وابسته بود. وضعیت چین کاملاً برعکس بود. در سال ۱۹۶۸، ITTF تصمیم گرفت که تنها کشورهای وابسته به ITTF اجازه عضویت در وابستگان قاره‌ای آن را داشته باشند. تایوان به ITTF نپیوست زیرا ITTF از به رسمیت شناختن تایوان به عنوان چین خودداری کرد، در حالی که تایوان توسط کمیته بین‌المللی المپیک تحت نام جمهوری چین به رسمیت شناخته شده بود. این تصمیم باعث ایجاد تنش‌های سیاسی و ورزشی قابل توجهی در منطقه شد و چالش‌های جدی برای سازمان‌دهی رویدادهای ورزشی بین‌المللی در آسیا ایجاد کرد.
در فوریه ۱۹۷۱، نمایندگان TTFA تصور کردند که ITTF قدرتی برای دیکته کردن شرایط به نهاد آسیایی ندارد و تصمیم گرفتند عضویت تایوان را که از سال ۱۹۵۷ وجود داشت، حفظ کنند. این تصمیم باعث شد کوجی کوتو، رئیس TTFA، استعفا دهد. کوجی کوتو، به عنوان رئیس انجمن تنیس روی میز ژاپن، بعداً به چین قول داد که تلاش خواهد کرد ژاپن را از TTFA خارج کند و گروه جدیدی با چینی‌ها تشکیل دهد. این اقدام نشان‌دهنده تغییر موازنه قدرت در ورزش آسیا و تلاش برای ایجاد یک ساختار جدید برای مدیریت تنیس روی میز در قاره بود. همچنین، این رویداد منعکس‌کننده پیچیدگی‌های سیاسی و دیپلماتیک در روابط بین کشورهای آسیایی در آن زمان بود.
در ۷ مه ۱۹۷۲، پس از ۴ روز جلسه در پکن، اتحادیه تنیس روی میز آسیا (ATTU) رسماً با ۱۶ انجمن عضو تشکیل شد: کامبوج، چین، کره شمالی، ایران، عراق، ژاپن، کویت، لبنان، مالزی، نپال، پاکستان، فلسطین، سنگاپور، سریلانکا، سوریه و ویتنام. این گام مهم نشان‌دهنده تلاش برای ایجاد یک سازمان منسجم و فراگیر برای توسعه تنیس روی میز در سراسر آسیا بود. ATTU در سی و سومین کنگره خود در کلکته در سال ۱۹۷۵، رسماً توسط فدراسیون بین‌المللی تنیس روی میز به عنوان یک نهاد قاره‌ای برای آسیا به رسمیت شناخته شد. این به رسمیت شناختن، اعتبار و مشروعیت ATTU را در سطح بین‌المللی تقویت کرد و راه را برای همکاری‌های بیشتر و توسعه این ورزش در سراسر قاره آسیا هموار ساخت.

## اعضا
۴۴ انجمن عضو ATTU به ۵ گروه منطقه‌ای تقسیم می‌شوند: (مارس ۲۰۱۲)
| منطقه (اعضا)        | حوزه کار | انجمن‌های عضو |
| ------------------- | --- | --- |
| شرق آسیا (8)        | چین · هنگ کنگ · ژاپن · کرهٔ جنوبی · ماکائو · مغولستان · کرهٔ شمالی · تایوان                                            | - انجمن تنیس روی میز چین - انجمن تنیس روی میز هنگ کنگ - انجمن تنیس روی میز ژاپن انجمن تنیس روی میز کره - انجمن تنیس روی میز ماکائو - فدراسیون تنیس روی میز مغولستان - انجمن تنیس روی میز جمهوری دموکراتیک خلق کره - انجمن تنیس روی میز چین تایپه |
| جنوب شرقی آسیا (10) | برونئی · کامبوج · اندونزی · لائوس · مالزی · برمه · فیلیپین · سنگاپور · تایلند · ویتنام                               | - انجمن دارالسلام تنیس روی میز برونئی - فدراسیون تنیس روی میز کامبوج - انجمن تنیس روی میز اندونزی - فدراسیون تنیس روی میز لائوس - انجمن تنیس روی میز مالزی - فدراسیون تنیس روی میز میانمار - انجمن تنیس روی میز فیلیپین - انجمن تنیس روی میز سنگاپور - انجمن تنیس روی میز تایلند - فدراسیون تنیس روی میز ویتنام                                                            |
| جنوب آسیا (7)       | بنگلادش · بوتان · هند · مالدیو · نپال · پاکستان · سری‌لانکا                                                           | - فدراسیون تنیس روی میز بنگلادش - فدراسیون تنیس روی میز بوتان - فدراسیون تنیس روی میز هند - انجمن تنیس روی میز مالدیو - انجمن تنیس روی میز نپال - فدراسیون تنیس روی میز پاکستان - انجمن تنیس روی میز سریلانکا |
| غرب آسیا (12)       | بحرین · عراق · اردن · کویت · لبنان · عمان · تشکیلات خودگردان · قطر · عربستان سعودی · سوریه · امارات متحدهٔ عربی · یمن | - انجمن تنیس روی میز بحرین - انجمن تنیس روی میز عراق - فدراسیون تنیس روی میز اردن - انجمن تنیس روی میز کویت - فدراسیون تنیس روی میز لبنان - انجمن تنیس روی میز و اسکواش عمان - انجمن تنیس روی میز فلسطین - انجمن تنیس روی میز قطر - فدراسیون تنیس روی میز عربستان سعودی - فدراسیون تنیس روی میز عربی سوریه - انجمن تنیس روی میز امارات متحده عربی - انجمن تنیس روی میز یمن |
| آسیا مرکزی (7)      | افغانستان · ایران · قزاقستان · قرقیزستان · تاجیکستان · ترکمنستان · ازبکستان                                          | - فدراسیون ملی تنیس روی میز افغانستان - فدراسیون تنیس روی میز جمهوری اسلامی ایران - فدراسیون تنیس روی میز جمهوری قزاقستان - انجمن تنیس روی میز جمهوری قرقیزستان - فدراسیون تنیس روی میز جمهوری تاجیکستان - فدراسیون تنیس روی میز ترکمنستان - فدراسیون تنیس روی میز جمهوری ازبکستان                                                                                         |

۲ عضو وابسته که به فدراسیون تنیس روی میز اقیانوسیه (OTTF) و ITTF وابسته هستند:
 استرالیا - انجمن تنیس روی میز استرالیا
 نیوزیلند - انجمن تنیس روی میز نیوزیلند
 تیمور شرقی - انجمن تنیس روی میز تیمور شرقی (عضو ATTU نیست اما به ITTF وابسته است)

## مسابقات
- فهرست رویدادهای تأیید شده توسط ATTU یا گروه‌های منطقه‌ای ATTU:

| مسابقات                                | سال  | فاصله زمانی (زمان/سال) | رویدادها[a] | رویدادها[a] | رویدادها[a] | رویدادها[a] | رویدادها[a] | رویدادها[a] | رویدادها[a] |
| مسابقات                                | سال  | فاصله زمانی (زمان/سال) | MT          | WT          | MS          | WS          | MD          | WD          | XD          |
| -------------------------------------- | ---- | ---------------------- | ----------- | ----------- | ----------- | ----------- | ----------- | ----------- | ----------- |
| مسابقات تنیس روی میز قهرمانی آسیا      | ۱۹۷۲ | ۱/۲                    | •           | •           | •           | •           | •           | •           | •           |
| مسابقات تنیس روی میز جام ملت‌های آسیا   | ۱۹۸۳ | ۱/۱                    |             |             | •           | •           |             |             |             |
| مسابقات قهرمانی نوجوانان آسیا          | ۱۹۷۲ | ۱/۱                    | •           | •           | •           | •           | •           | •           | •           |
| مسابقات قهرمانی جنوب شرق آسیا          | ۱۹۹۸ | ۱/۲                    | •           | •           | •           | •           | •           | •           | •           |
| مسابقات قهرمانی نوجوانان جنوب شرق آسیا | 1993 | ۱/۱                    | •           | •           | •           | •           | •           | •           | •           |
| مسابقات قهرمانی نوجوانان جنوب آسیا     |      |                        | •           | •           | •           | •           | •           | •           |             |

- فهرست رویدادهایی که توسط اعضای ATTU و سایر سازمان‌ها برگزار می‌شود:

| Tournament                                   | Inaugural Year | Interval (time/year) | Events[a] | Events[a] | Events[a] | Events[a] | Events[a] | Events[a] | Events[a] |
| Tournament                                   | Inaugural Year | Interval (time/year) | MT        | WT        | MS        | WS        | MD        | WD        | XD        |
| -------------------------------------------- | -------------- | -------------------- | --------- | --------- | --------- | --------- | --------- | --------- | --------- |
| جام ملت‌های اروپا و آسیا                      | ۲۰۰۹           | ۲/۱                  | •         |           |           |           |           |           |           |
| بازی‌های آسیایی                               | 1958[b]        | ۱/۴                  | •         | •         | •         | •         | •         | •         | •         |
| بازی‌های آسیای جنوب شرقی (SEA)                | 1965[b]        | ۱/۲                  | •         | •         | •         | •         | •         | •         | •         |
| بازی‌های شرق آسیا                             | 2009[b]        | ۱/۴                  | •         | •         | •         | •         | •         | •         | •         |
| مسابقات تنیس روی میز قهرمانی دانشگاه‌های آسیا | ۲۰۰۸           | ۱/۲                  | •         | •         | •         | •         | •         | •         | •         |

a. ^  MT/WT: تیم‌های مردان/زنان؛ MS/WS: انفرادی مردان/زنان؛ MD/WD: دونفره مردان/زنان؛ XD: دونفره مختلط
b. ^  نشان‌دهنده سالی است که تنیس روی میز برای اولین بار به عنوان ورزش رقابتی گنجانده شد، نه افتتاحیه رویدادهای چند ورزشی.